# Cryptographie visuelle
Ne doit pas être confondu avec Cryptogramme visuel.
La cryptographie visuelle est une technique et un domaine de la cryptographie dans lequel on utilise ou l'on transmet une image.

## La méthode du masque jetable

Un exemple de cryptologie visuelle

Un exemple basique de cryptographie visuelle est la  méthode du masque jetable pour les images. Cette technique consiste à prendre une image secrète S, en noir et blanc, et la modifier pour la transmettre de façon sûre. La modification consiste à faire le XOR pixel par pixel, entre S et une image tirée au hasard M (le masque). L'image obtenue ne peut être déchiffrée que si l'on connaît M. 
On peut voir cette technique différemment en imaginant que l'image est en fait divisée en deux : le masque et l'image transformée. Chacun des deux est inutile mais le XOR des deux donne l'image complète, comme sur l'animation ci-contre. On peut alors généraliser à k images à superposer. Dans ce cas on parle de shadow image.

## Historique
Le concept de cryptologie visuelle a été popularisé par Moni Naor et Adi Shamir en 1994. On cite parfois aussi Kafri et Keren.